# العروسيين (أولاد اسلامة)
العروسيين هو دُوَّار يقع بجماعة مكانسة، إقليم تاونات، جهة فاس مكناس في المملكة المغربية. ينتمي الدوّار لمشيخة أولاد اسلامة التي تضم 19 دوار. يقدر عدد سكانه بـ 221 نسمة حسب الإحصاء الرسمي للسكان والسكنى لسنة 2004.

## روابط خارجية
- البوابة الوطنية للجماعات الترابية
- المندوبية السامية للتخطيط